# Cosmisoma lineatum
Cosmisoma lineatum là một loài bọ cánh cứng trong họ Cerambycidae.